# Mialqui
Mialqui se encuentra en la comuna de Monte Patria, provincia de Limarí, región de Coquimbo, Chile. Mialqui se ubica a unos veinte minutos de Monte Patria, casi al comenzar el vasto valle del Río Grande. Su gente es tranquila y amable y se dedican a trabajar la tierra.
Este pueblo rural de 567 habitantes. Tiene una calle principal donde se encuentra la escuela Básica Profesor Manuel Ortiz Q., la Posta de Salud Rural de Mialqui, la Iglesia Nuestra Señora de las Mercedes y la biblioteca Marcela Paz.

## Geografía
Mialqui se encuentra al este de Monte Patria, al igual que una cadena de pueblos que se encuentran entre los cerros, al lado sur del Río Grande, situación que comparte con pueblos como Panguesillo y el Peñón.
Fue unas de las localidades afectadas por el Terremoto de Punitaqui de 1997, el 14 de octubre.

## Historia
Las pocas referencias históricas que existen solo mencionan este pueblo como paso en las exploraciones. Silvia Bahamondes en su novela "Gente de greda o los ceremoniales del tiempo" cuenta que estas tierras pertenecieron al Cacique Mialqui. El 25 de enero de 1858 se decreta que se establezcan una escuela primaria para hombres en Mialqui, en las cuales se enseñaría gratuitamente las materias de literatura, escritura, aritmética, religión, gramática castellana y geografía.
La iglesia de Mialqui Nuestra Señora de las Mercedes fue fundada en 1884.
Entre 1890-99 la región fue atacada por dos epidemias de viruela, la cual fue importada desde el puerto de Coquimbo al interior a la localidad de Mialqui (febrero de 1894), lugar del cual se expandió al resto de las localidades.